# Satoshi Hino
Satoshi Robert Hino (日野 聡 Hino Satoshi?,  San Francisco, California, 4 de agosto de 1978) es un actor de voz y cantante japonés, afiliado a Axlone. Ha participado en series como Shakugan no Shana, Zero no Tsukaima, Gintama, Dramatical Murder y Nabari no Ō. Hino también es 1-dan en kendō.

## Vida personal
Hino nació el 4 de agosto de 1978 en la ciudad de San Francisco, California, pero fue criado en Kumamoto, Japón después de su quinto aniversario. Habla con fluidez inglés y japonés.
En enero de 2015, anunció en su blog que se casó con Saki Nakajima en 2014 El 3 de septiembre de 2020, tanto Hino como Nakajima anunciaron formalmente que no solo son padres, sino que también tuitearon la llegada de su segundo hijo.  Es primer dan en kendo.

## Carrera
Fue miembro de la Compañía de Teatro Infantil cuando era un adolescente. Hino originalmente pretendía ser actor de teatro, pero cambió sus objetivos para convertirse en seiyū después de su participación en el doblaje de la serie de televisión dramática estadounidense ER . En 2001, interpretó su primer papel principal como Eddie en el drama extranjero Wanda Eddy transmitido por NHK Educational TV.
Si bien inicialmente no estaba al tanto de la conexión del doblaje con el anime, fue llamado a la audición y finalmente consiguió un papel en Ikki Tousen, un trabajo en el que participó el director de doblaje. Hino se ha desempeñado como actor de doblaje en varios campos, como doblaje, animación, juegos y narración. Hasta junio de 2011 estuvo afiliado a Producción Baobab. Desde julio de 2011, Hino está afiliado a Axl-One.

## Filmografía
Lista de los roles interpretados durante su carrera.
Los papeles principales están en negrita.

### Anime
2003
- Ikki Tōsen como Koukin Shuyū[5]

2004
- Meine Liebe como Anri.
- Yakitate!! Japan como Masanobu Tsutsumi (ep.61)
- Yu-Gi-Oh! GX como Kagurazaka.

2005
- Shakugan no Shana como Yuuji Sakai.
- Play Ball como Yutaka Kurabayashi.
- Trinity Blood como joven Abel (ep.24)

2006
- Asatte no Houkou como Hiro Iokawa.
- Gintama como Kamui.
- Zero no Tsukaima como Saito Hiraga.
- Naruto como Akio.

2007
- Big Windup! como Shingo Yamazaki.
- Engage Planet Kiss Dum como Tanaka.
- Hayate no Gotoku! como Kyōnosuke Kaoru; Male classmate (eps.1,3); Man in black (ep.6); Mugg (ep.21); Sōya Minamino
- Ikkitousen: Dragon Destiny como Koukin Shuuyu.
- KimiKiss como Kouichi Sanada.
- Nanatsuiro Drops como Keisuke Sakuraba.
- Naruto Shippūden como Sai.
- Shakugan no Shana Second como Yuuji Sakai.
- Tales of Agriculture como Kikuji's grandson (eps.5,6,11)
- Zero no Tsukaima: Futatsuki no Kishi como Saito Hiraga.

2008
- Ikkitousen: Great Guardians como Koukin Shuuyu.
- Kuroshitsuji como Ash; Master (eps.10-12)
- Kyōran Kazoku Nikki como Rindou Katsura.
- Monochrome Factor como Jun Fujisaki (ep.10)
- Nabari no Ō como Kouichi Aizawa.
- Nodame Cantabile: Paris como Yunlong Li.
- Strike Witches como Laborer (ep.1)
- Zero no Tsukaima: Princess no Rondo como Saito Hiraga.

2009
- Hatsukoi Limited como Yoshihiko Bessho.
- Hayate no Gotoku! como Kyōnosuke Kaoru.
- Kiddy Girl And como Gaktoer.
- Kurokami The Animation como Daichi Kuraki.
- La Corda D'Oro ~secondo passo~ como Kiriya Etou.
- Metal Fight Beyblade como Kyouya Tategami.
- Taishō Yakyū Musume como Saburou Kiya.
- 'Tayutama: Kiss on my Deity como Yuuri Mito.

2010
- Bakuman como Akito Takagi (Shujin)
- Hanamaru Yōchien como Tsuchida-sensei.
- High school of the Dead como Tsunoda (ep. 3)
- Nodame Cantabile: Finale como Yun Long.
- Otome Yōkai Zakuro como Riken Yoshinokazura.

2011
- Gintama' como Kamui
- Oretachi ni Tsubasa wa Nai como Kakeru Ōtori.
- Shakugan no Shana III como Yuuji Sakai - Seirei no Hebi.
- To Aru Majutsu no Index II como Hamazura Shiage.
- Bakuman II como Akito Takagi (Shujin).
- Mayo Chiki! como Kinjiro Sakamachi.

2012
- Zero no Tsukaima F como Saito Hiraga.
- Accel World como Rust Jigsaw.
- Dramatical Murder como Noiz.

2013
- Amnesia como Toma.
- Yowamushi Pedal como Hayato Shinkai.

2014
- Akame ga Kill! como Ibara (ep. 18).
- DRAMAtical Murder como Noiz.
- Haikyū!! como Sawamura Daichi.
- Amagi Brilliant Park como Dornell.

2015
- Absolute Duo como Clovis "Tempest Judge".[6]
- Overlord como Momonga/Ainz Ooal Gown.
- Go! Princess PreCure como Shut.
- Plastic Memories como Constance

2016
- Arslan Senki: Fūjin Ranbu como Melrein.[7]
- Joker Game como Akira Arisaki (estudiante; ep 10).[8]
- Saiki Kusuo no Psi-nan como Kineshi Hairo

2017
- ACCA: 13-ku Kansatsu-ka como Warbler (ep. 4).
- Boruto: Naruto Next Generations como Sai.
- Gintama como Kamui.
- Mahō Tsukai no Yome como Mikhail Renfred.
- Yuri!!! on Ice como Emil Nekola.

2018
- Black Clover como Gauche Adlai.
- Grancrest Senki como Lassic David.
- Beelzebub-jō no Okinimesu Mama. como Azazel.
- Free! - Dive to the Future como Nao Serizawa.
- Dakaretai Otoko 1-i ni Odosarete Imasu. como Taku Sasaki
- Overlord II como Momonga/Ainz Ooal Gown.
- Overlord III como Momonga/Ainz Ooal Gown.

2019
- Kimetsu no Yaiba como Kyojuro Rengoku.
- Isekai Quartet como Momonga/Ainz Ooal Gown
- Isekai Cheat Magician como Inimeex
- Go-Tōbun no Hanayome como Isanari Uesugi

2020
- Jujutsu Kaisen como Noritoshi Kamo.
- Yūkoku no Moriarty como Sebastian Moran.
- Infinite Dendrogram como Shu Starling.

2021
- Tokyo Revengers como Masataka Kiyomizu
- Skate-Leading☆Stars como Jōtarō Terauchi.
- Go-Tōbun no Hanayome como Isanari Uesugi
- Tensei Shitara Slime Datta Ken Season 2 como Grucius
- Kimetsu no Yaiba: Mugen Ressha-hen (TV) como Kyojuro Rengoku
- Shinka no Mi: Shiranai Uchi ni Kachigumi Jinsei como Xelos "el Noble de la Oscuridad" (ep. 2).
- Tatoeba Last Dungeon Mae no Mura no Shōnen ga Joban no Machi de Kurasu Yō na Monogatari como Mertophan Dextro

2022
- Fantasy Bishōjo Juniku Ojisan to como Tsukasa Jingūji[9]
- Orient como Naotora Takeda[10]
- Baraou no Souretsu como William Catesby[11]
- Ascendance of a Bookworm: Part III como Otto
- Classroom of the Elite 2nd Season como Kouhei Katsuragi
- Bleach: Thousand-Year Blood War como Lille Barro[12]
- Overlord IV como Momonga/Ainz Ooal Gown

2023
- Rurouni Kenshin como Saitō Hajime

2024
- One Piece como Prince Grus
- LV2 kara Cheat datta Moto Yūsha Kōho no Mattari Isekai Life como Banaza/Flio

### OVA
- Mazinkaiser SKL como Ryō Magami.
- Shakugan no Shana Tokubetsuhen: Koi to Onsen no Kougai Gakushuu! como Yuuji Sakai.
- Shakugan no Shana S como Yuuji Sakai.
- Amnesia OVA como Toma.
- Yurumates como Matsukichi.
- Zero no Tsukaima Playa Seductora  como Saito Hiraga.
- Air Gear: Kuro no Hane to Nemuri no Mori - Break on the Sky como Black Burn.

### Películas
- High Speed! - Free! Starting Days como Nao Serizawa.
- Naruto Shippūden 3: Los Herederos de la Voluntad de Fuego como Sai.
- Nitaboh como Nitaro/Nitaboh.
- Shakugan no Shana (Movie) como Yuuji Sakai.
- Kimetsu no Yaiba: Mugen Ressha-hen como Kyojuro Rengoku
- Bishōjo Senshi Sailor Moon Eternal como Ojo de Tigre

### Videojuegos
- Naruto Shippūden: Narutimate Accel 2 como Sai.
- Project Sylpheed como Katana Faraway.
- Valkyrie Profile: Toga wo Seou Mono como Wylfred.
- Amnesia : como Toma
- Dramatical Murder : como Noiz
- League of Legends : como Ezreal
- Fate/Grand Order : como Napoleon Bonaparte
- Saint Seiya Awakening - Knights Of The Zodiac : como Daidalos de Cefeo
- Honkai Impact 3rd : como Kevin Kaslana

## Música
- En el OVA Sakura Taisen: Kanadegumi interpretó el opening Enbukyoku, Kimi ni junto con Yoshimasa Hosoya, Yoshitsugu Matsuoka, Yūki Kaji y Shinnosuke Tachibana.[13]
- Ha participado del ending Futari Shizuka junto con Kana Hanazawa para la serie Otome Yōkai Zakuro.[14]